# 김동원 (1962년)
김동원(1962년 ~ 현재)은 대한민국의 영화 감독이다. 주머니필름 소속이며, 현재는 영화 감독으로 활동중이다.

## 학력
- 한양대학교 연극영화과 학사

## 영화작품

### 감독
- 2009년 《유감스러운 도시》
- 2006년 《투사부일체》
- 2012년 《R2B: 리턴투베이스》

### 그 외
- 2010년 《하녀》기획, 공동제작
- 2005년 《잠복근무》예고편
- 2005년 《여자, 정혜》예고편

## 수상
- 1995년 한국방송광고대상 의류 스포츠용품 우수상 (퓨마 마테우스)
- 1993년 한국방송광고대상 자동차부문 우수상 (대우 다마스)